# Чемпіонат України з бейсболу
Чемпіонат України з бейсболу — аматорське змагання чоловічих бейсбольних команд України. Турнір проводиться Федерацією бейсболу та софтболу України. Почав проводиться у 1988 році. Чинний переможець турніру — Біотехком-КНТУ з Кропивницького, який є рекордсменом за кількістю перемог у чемпіонаті (25 титулів).

## Регламент
У сезоні 2019 року першість розігрували чотири команди, які грали два кола по шість турів. Система розіграшу роз'їзна, ігри проводились у вихідні дні: у суботу — одна гра, у неділю — дві ігри (даблхедер), кожна гра складалася з 9 інінгів (нокаут після 7-го інінгу з різницею в 10 очок, нокаут після 5-го іннінгу з різницею у 15 очок). Кожна команда для участі у чемпіонаті зобов'язана була зробити внесок у розмірі 1000 гривень .
З 2019 року розпочинати матч мали молоді гравці, кандидати в юніорську та кадетську збірні .

## Команди

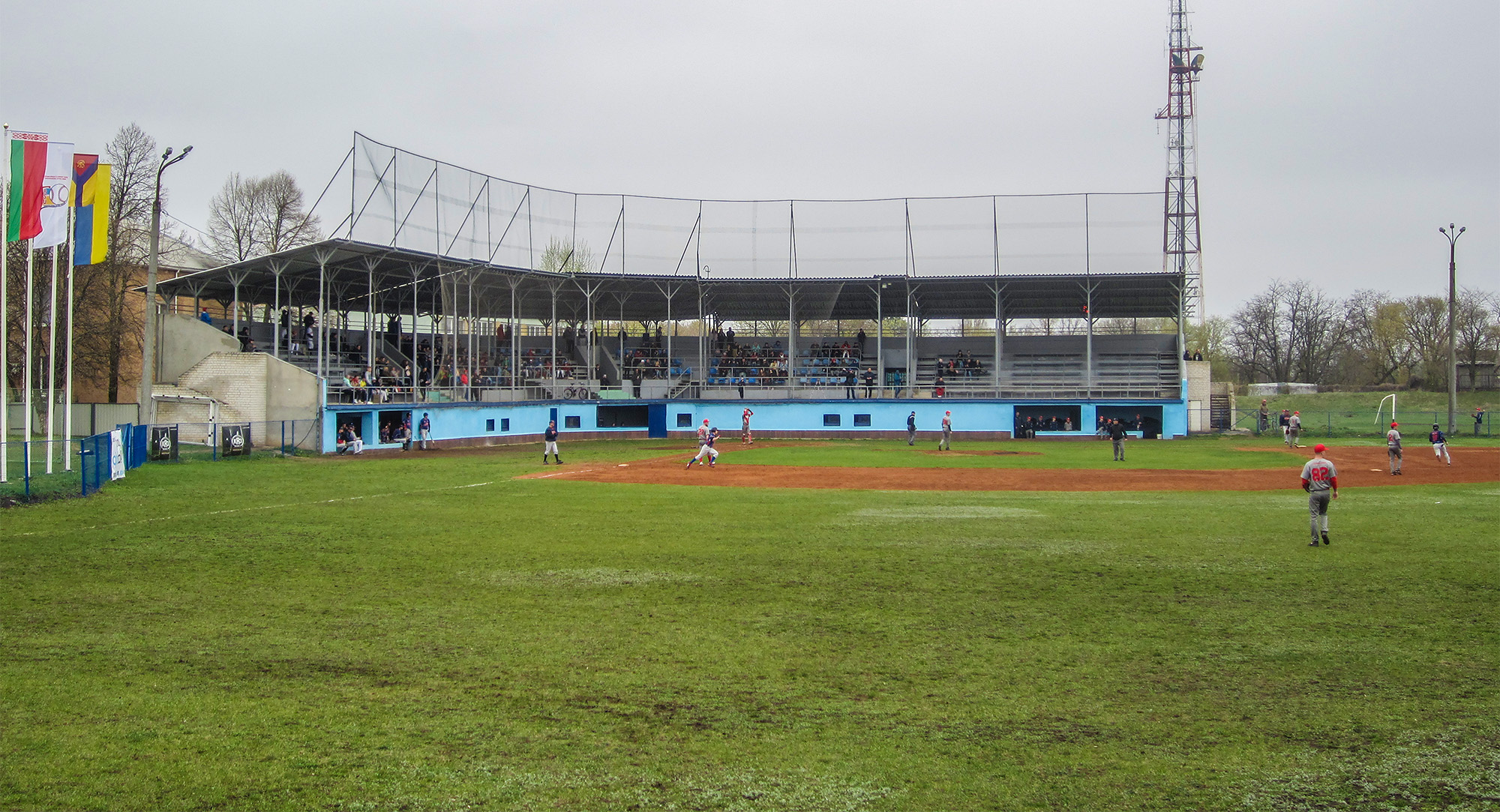
На стадіоні «Діамант» у Кропивницькому виступає одразу дві команди чемпіонату.

У сезоні 2019 року в чемпіонаті України виступали чотири команди з трьох міст (Київ, Кропивницький та Рівне) .
| Команда          | Місто         | Стадіон         |
| ---------------- | ------------- | --------------- |
| АТМА             | Київ          | Парк «Муромець» |
| Західний вогонь  | Рівне         | Хімік           |
| Біотехком-КНТУ   | Кропивницький | Діамант         |
| Біотехком-СДЮШОР | Кропивницький | Діамант         |

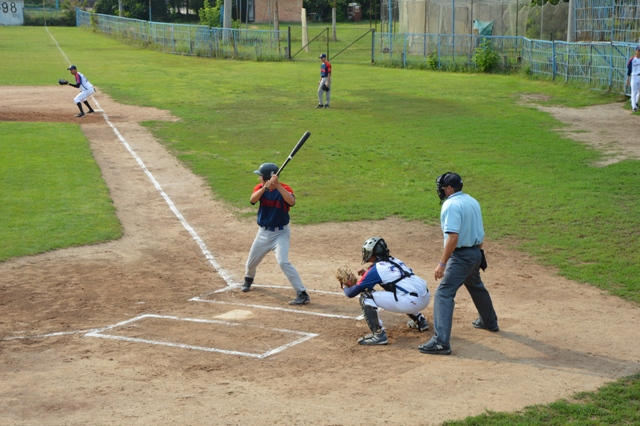
Матч між КНТУ-Єлизаветград та СДЮШОР-Діамант, 2016 рік

Дебютна першість України відбулася у 1988 році серед 10 команд із 8 міст. Переможцем стала команда Тролейбусно-трамвайного управління Києва (пізніше команда називалася «Битовік»). Команді-чемпіону було вручено кубок та 15 статуеток для гравців, виготовлених на замовлення української діаспори у Канаді . У 1989 році перемогу в турнірі святкував сімферопольський «Фотон», спонсором якого був завод телевізорів . З 1990 по 1994 рік у розіграшах бейсбольної першості перемагали столичні клуби РШВСМ, «Битовік» та «Альянс» (невдовзі клуби припинили існування через фінансові проблеми) . З 1995 року перемогу в чемпіонаті здобували команди з Кропивницького (до 2016 року — Кіровоград), виняток став лише 2004 рік, коли перемогу здобула київська команда «Атма». Команда з Кропивницького є однією з небагатьох команд у лізі, де гравці отримують зарплату, а за рахунок коштів міського бюджету було збудовано бейсбольний стадіон .
У 1990-х та на початку 2000-х роках у чемпіонаті виступала команда «Квінт» з Тирасполя . Після окупації Криму Росією команди з півострова припинили виступати в українській першості та стали брати участь у чемпіонаті Росії . У чемпіонаті 2014 року в порівнянні з минулим сезоном залишилася лише одна команда — переможець 2013 року КНТУ-Єлизаветград .
20-кратним переможцем чемпіонату України є Руслан Дейкун . Уродженцеві Сімферополя Олександру Іноземцеву належить український рекорд за кількістю хоум-ранів . 8 вересня 1998 року в матчі проти тираспольського «Квінту» гравцеві вдалося відбити три хоум-рани в одній грі .

## Призери
| Сезон | Чемпіон                      | Друге місце                 | Третє місце                   | Прим.         |
| 1988  | ТТУ (Київ)                   | Фотон (Сімферополь)         | Іллічівець (Іллічівськ)       | [ 11 ]        |
| 1989  | Фотон (Сімферополь)          | Докер (Одеса)               | Імпульс (Ворошиловград)       | [ 12 ]        |
| 1990  | РШВСМ (Київ)                 | Фотон (Сімферополь)         | Битовік (Київ)                | [ 13 ]        |
| 1991  | РШВСМ (Київ)                 | Агро (Сімферополь)          | Фотон (Сімферополь)           | [ 14 ]        |
| 1992  | Битовік (Київ)               | Авеста-Фотон (Сімферополь)  | Альянс-СКА (Київ)             | [ 15 ]        |
| 1993  | Альянс (Київ)                | Битовік (Київ)              | Строма-Фотон (Сімферополь)    | [ 16 ]        |
| 1994  | Альянс (Київ)                | Битовік (Київ)              | Горн (Кіровоград)             | [ 17 ]        |
| 1995  | Горн (Кіровоград)            | Битовік-Космос (Київ)       | Альянс-Кебот (Київ)           | [ 18 ]        |
| 1996  | Горн (Кіровоград)            | Квінт (Тирасполь)           | Фотон (Сімферополь)           | [ 18 ]        |
| 1997  | Горн (Кіровоград)            | Квінт (Тирасполь)           | Легат (Київ)                  | [ 19 ]        |
| 1998  | Горн (Кіровоград)            | Газ-Дніпро-ВВС (Київ)       | Дияволи-Центр (Кіровоград)    | [ 20 ]        |
| 1999  | Горн (Кіровоград)            | Техуніверситет (Кіровоград) | Стар-Брідж (Київ)             | [ 21 ]        |
| 2000  | Горн (Кіровоград)            | АТМА-Спорт (Київ)           | Техуніверситет (Кіровоград)   | [ 22 ]        |
| 2001  | Віта (Кіровоград)            | ТНУ-Палас (Сімферополь)     | ОК КРИМ (Сімферополь)         | [ 23 ]        |
| 2002  | КДТУ (Кіровоград)            | СИЄУ (Сімферополь)          | Атма (Київ)                   | [ 24 ]        |
| 2003  | КДТУ (Кіровоград)            | Квінт (Тирасполь)           | Атма (Київ)                   | [ 25 ]        |
| 2004  | Атма (Київ)                  | КНТУ (Кіровоград)           | Діамант (Кіровоград)          | [ 26 ]        |
| 2005  | КНТУ (Кіровоград)            | Атма (Київ)                 | Діамант (Кіровоград)          | [ 27 ]        |
| 2006  | КНТУ (Кіровоград)            | Атма (Київ)                 | Квінт (Тирасполь)             | [ 28 ]        |
| 2007  | КНТУ (Кіровоград)            | ТНУ (Сімферополь)           | АТМА-ЦШВСМ (Київ)             | [ 29 ]        |
| 2008  | КНТУ (Кіровоград)            | ТНУ (Сімферополь)           | Квінт (Тирасполь)             | [ 30 ]        |
| 2009  | КНТУ-Єлизаветград            | ТНУ-Тигри (Сімферополь)     | СДЮШОР-Діамант                | [ 31 ]        |
| 2010  | КНТУ-Єлизаветград            | ТНУ-Тигри (Сімферополь)     | Діамант (Кіровоград)          | [ 32 ]        |
| 2011  | КНТУ-Єлизаветград            | УЭУ (Сімферополь)           | ТНУ-Тигри (Сімферополь)       | [ 33 ]        |
| 2012  | КНТУ-Єлизаветград            | Скифи-УЕУ (Сімферополь)     | Атма (Київ)                   | [ 34 ]        |
| 2013  | КНТУ-Єлизаветград            | Скіфи-УЕУ (Сімферополь)     | ТНУ-Тигри (Сімферополь)       | [ 35 ]        |
| 2014  | КНТУ-Єлизаветград            | Західний вогонь (Рівне)     | СДЮШОР-Діамант                | [ 36 ]        |
| 2015  | КНТУ-Єлизаветград            | СДЮШОР-Діамант              | Західний вогонь (Рівне)       | [ 37 ]        |
| 2016  | КНТУ-Єлизаветград            | СДЮШОР-Діамант              | Західний вогонь (Рівне)       | [ 38 ]        |
| 2017  | Биотехком-КНТУ               | Західний вогонь (Рівне)     | Биотехком-СДЮШОР              | [ 39 ]        |
| 2018  | Биотехком-КНТУ               | Биотехком-СДЮШОР            | Атма (Київ)                   | [ 40 ] [ 41 ] |
| 2019  | Биотехком-КНТУ               | Атма (Київ)                 | Биотехком-СДЮШОР              | [ 42 ]        |
| 2020  | Біотехком-КНТУ               | Біотехком-СДЮСШОР           | Атма (Київ)                   | [ 43 ]        |
| 2024  | ЦНТУ-ОСДЮШОР (Кропивницький) | Збірна команда Рівне-ОШВСМ  | ОСДЮСШОР-Горн (Кропивницький) | [ 44 ] [ 45 ] |